# Halmberg (Naturschutzgebiet)
Halmberg ist ein mit Verordnung des Regierungspräsidiums Tübingen vom 21. Dezember 1994 ausgewiesenes Naturschutzgebiet mit der Nummer 4.252.

## Lage
Das Naturschutzgebiet befindet sich in den Naturräumen Mittlere Kuppenalb und Mittlere Flächenalb. Es handelt sich um eine Bergkuppe etwa 1500 Meter südwestlich des Ortsteils Oberstetten der Gemeinde Hohenstein. Das Schutzgebiet ist Teil des FFH-Gebiets Nr. 7621-341 Gebiete um Trochtelfingen.

## Schutzzweck
Laut Verordnung ist der Schutzzweck
- die Erhaltung einer für die Mittlere Kuppenalb typischen Bergkuppe mit ihrem Biotopmosaik aus Wacholder-Forchen-Heide unterschiedlicher Ausprägung, Wiesen- und Ackerflächen und Feldgehölzen;
- die Erhaltung des aufgrund dieses Biotopmosaiks vorhandenen reizvollen, für die Mittlere Kuppenalb typischen Landschaftsbildes;
- die Erhaltung, Pflege und Verbesserung großflächiger Halbtrockenrasen mit ihren zahlreichen seltenen und zum Teil stark gefährdeten Pflanzen- und Tierarten;
- die Erhaltung der im Gebiet vorhandenen Sandgruben einschließlich der standorttypischen Vegetation als kulturhistorisches Zeugnis;
- die Erhaltung eines Biotopverbundes zwischen den Wacholderheideflächen am Halmberg und benachbart liegender Heideflächen am Steinberg.

## Flora und Fauna
Im Gebiet wurden  die stark gefährdeten Pflanzenarten Gewöhnliches Katzenpfötchen und Violette Sommerwurz nachgewiesen. Bei den Vogelarten müssen Heidelerche, Neuntöter und Wachtel hervorgehoben werden und bei den Nachtfalterarten sind Wolfsmilch-Ringelspinner und Grasheiden-Widderchen zu nennen.